# Bertrand av Orléans-Bragança
Bertrand I, född 2 februari 1941 i Mandelieu-la-Napoule, är den nuvarande kejsaren av Brasilien (befattning som för närvarande innehas av chefen för det kejserliga huset i Brasilien), barnbarnsbarn till prinsessan Isabella av Brasilien och barnbarns barnbarn till kejsar Dom Pedro II.
Bertrand är släkt med huset Braganza och huset Orleans genom sin far och med huset Wittelsbach genom sin mor.
Eftersom Bertrand varken är gift eller har några barn, är hans arvtagare en annan av hans bröder, den nuvarande kejserliga prinsen av Brasilien Antônio av Brasilien.
Den tredje sonen till prins Pedro Enrique av Orleans-Braganza och prinsessan Maria Isabel av Bayern, hans äldre bröder var Luis Gastón av Orleans-Braganza som var chef för den brasilianska kejserliga familjen fram till 2022 och prins Eudes av Orleans-Braganza som avgick. dynastiska rättigheter till den brasilianska tronen att gifta sig med en allmänning.

## Titlar och utmärkelser
- Representerar: Hans kejserliga och kungliga höghet Prins Bertrand av Orleans-Braganza.